# Ronan (bài hát)
"Ronan" là một bài hát của nữ ca sĩ-nhạc sĩ nhạc đồng quê Taylor Swift. Swift viết bài hát này sau khi đọc blog trên mạng nói về một cậu bé 4 tuổi đã qua đời vì căn bệnh ung thư quái ác. Cô viết bài hát này cùng với Maya Thompson, mẹ của cậu bé đó. Swift biểu diễn ca khúc lần đầu trên chương trình Stand Up to Cancer vào tháng 9 năm 2012 để vận động nỗ lực đẩy lùi bệnh ung thư. Tựa đề của bài hát được đặt theo tên cậu bé đã mất.

## Bối cảnh thực hiện
Swift sáng tác bài hát sau khi đọc một blog trên mạng của Maya Thompson. Maya là người mẹ của một cậu bé 4 tuổi đã qua đời trước đó vì căn bệnh ung thư. Cậu đã từng được điều trị tại Học viện Thần kinh tại Bệnh viện Nhi Phoenix. Swift cùng với mẹ của cậu bé là đồng tác giả của bài hát. Bài hát được phát hành trên các cửa hàng iTunes của Mỹ nhanh chóng sau khi cầu truyền hình Stand Up to Cancer kết thúc và được gửi tới những hội từ thiện chống lại ung thư. Scott Borchetta, chủ tịch và CEO của Hãng thu âm Big Machine, yêu cầu Swift cân nhắc lại việc đưa "Ronan" vào album Red trên trang mạng xã hội Twitter.

## Danh sách ca khúc
Tải kỹ thuật số
1. "Ronan" – 4:25

## Xếp hạng
| Bảng xếp hạng (2012)             | Vị trí cao nhất |
| -------------------------------- | --------------- |
| Hoa Kỳ Billboard Hot 100         | 16              |
| Hoa Kỳ (Billboard Digital Songs) | 2               |